# ريكس لين
ريكس ماينارد لين (بالإنجليزية: Rex Maynard Linn)‏ مواليد 13 نوفمبر 1956 في تكساس، الولايات المتحدة، هو ممثل أمريكي بدأ مسيرته الفنية عام 1986. وهو معروف بدور الشرطي فرانك تريب في مسلسل سي إس آي: ميامي.

## روابط خارجية
- ريكس لين على موقع IMDb (الإنجليزية)
- ريكس لين على موقع قاعدة بيانات الأفلام العربية
- ريكس لين على موقع قاعدة بيانات الأفلام العربية
- ريكس لين على موقع ألو سيني (الفرنسية)
- ريكس لين على موقع أول موفي (الإنجليزية)
- ريكس لين على موقع قاعدة بيانات الأفلام السويدية (السويدية)
- ريكس لين على موقع إن إن دي بي (الإنجليزية)
- ريكس لين على موقع قاعدة بيانات الفيلم (الإنجليزية)
- ريكس لين على موقع كينوبويسك (الروسية)